# Виланова Канавезе
Вилано̀ва Канавѐзе (на италиански: Villanova Canavese; на пиемонтски: Vilaneuva Canaveis, Виланеува Канавейз) е село и община в Метрополен град Торино, регион Пиемонт, Северна Италия. Разположено е на 380 m надморска височина. Към 1 януари 2023 г. населението на общината е 1298 души, от които 49 са чужди граждани.

## География, административно деление и население
Виланова е хълмиста община, намираща се в района Канавезе. 
Територията, характеризираща се с гъста мрежа от напоителни канали, обградени с тополови дървета, има разнообразен геометричен профил, с леки разлики в надморската височина. Виланова се намира  близо до равнинния изход на потока Стура ди Ланцо.
Предлага възможност за интересни екскурзии в околността, като регионалният парк „Ла Мандрия“.
Има една местностː Прати.
Граничи със следните общиниː Гросо, Мати, Ноле, Кафасе и Фиано. Отстои на 21 km от Торино и на 130 km от Милано.
Населението (1298 души към 1 януари 2023 г.) живее предимно в общинската столица, а останалото население е разпределено в множество разпръснати къщи. Сред 49-те чужди граждани  преобладават тези на Румъния (19 души). Български граждани липсват.

## Топоним
Името ясно разкрива произхода на града, свързан с основаването през XI и XII век на селища в необитавани преди това райони, след някакво травматично събитие, природно или човешко. Произходът на тази община е свързан с основаването на населени центрове със специални привилегии между XI и XII век. Тези нови селища обикновено приемат имената „Боргофранко“, „Вилафранка“ или „Виланова“, и след това се характеризират с допълнителна географска спецификация, която в конкретния случай до 1885 г. е „di Mathi“ (на Мати) и впоследствие „Canavese“ (Канавезе).

## История
Първите новини за Виланова датират от 1133 г., когато общността е поверена на презвитер (свещеник, натоварен с духовно управление), докато гражданската власт е представена от виконта на Баратония, господар на Кастелания Баланджеро, която включва освен Виланова и Мати.
През 1269 г. Виланова е предмет на договор за продажба между виконтите на Баратония и графовете на Биандрате.
През 1329 г. преминава у князете на Ахая, които му дават важни привилегии, а няколко години по-късно е преотстъпен на маркиза на Салуцо Манфред IV.  През 1342 г. Жак Савойски-Ахая предоставя на Виланова нови привилегии, както и възможността за изграждане на укрепен заслон (ричето). Виланова всъщност е напълно разрушено няколко години по-рано поради война. След това продължава да бъде част от Кастелания Баланджеро до 1584 г., въпреки че запазва някои привилегии, потвърдени през 1378 и 1391 г.
По време на френското нашествие от 1705 г. Виланова е особено засегнато от грабежи и опустошения.
През 1927 г. община Виланова е премахната и е присъединена към Ноле; възстановява автономията си през 1947 г.
Виланова е малка община с територия, разделена на две от бурен поток – Стура ди Ланцо. Направени са многобройни опити да се свърже центърът с подселището Прати. Виланова получава истински мост едва през 70-те г. на XX век. До онзи момент има Пианка, т.е. пешеходната пътека, която остава в експлоатация до 60-те г. и следователно e станала почти в символ на общността Виланова.

## Икономика
Селското стопанство играе важна роля в местната икономика и се основава на производството на зърнени култури, пшеница и зеленчуци; има и отглеждане на говеда, свине, кози и птици. Промишлеността се състои от малки компании, които работят в следните сектори: хранително-вкусова, текстилна, химическа, металургична, механична, строителна, добив на пясък, чакъл и глина, дърво, хартия, мебели и преработка на каучукови изделия и пластмаса. Третичният сектор няма значителни размери: дистрибуторската мрежа, от която е изграден, осигурява задоволяването на първичните потребности на общността, но не се предоставят по-квалифицирани услуги, като банкови.

## Забележителности

### Енорийска църква „Свети Максим“
Енорийската църква (Chiesa Parrocchiale di San Massimo) първоначално църквата на укрепения заслон (ричето)

### Руини на средновековна кула и Ричето
Тези руини вероятно наблюдателна, които са единственото доказателство за древния укрепен заслон (ричето). В документите укрепената зона на града често се определя както като рецептум, така и като каструм или вила, дори в случаите, когато се отнася просто за село, заобиколено от стени, а не за истински замък. След XVI век заслонът е безполезен, тъй като с появата на огнестрелните оръжия този тип защита вече не е подходящ. В документ от общинския архив пише, че голям ров огражда стената на заслона; след това изкопът е запълнен и изравнен, позволявайки използването му на частни лица, които го поискват.

## Образование
- Една държана детска градина
- Едно държавно начално училище (от 1-ви до 5-и клас вкл.)
- Средните училища от първа степен (от 6-и до 8-и клас вкл.) са в Мати, Ноле, Кафасе и Фиано, а държавните училища от втора степен (от 9-и до 11-и или 12 клас вкл.) са в Чирие

## Събития
- Патронен празник на Свети Максим Торински – 25 юни
- Вилекспо –  предпоследния уикенд на юни. Панаир на Долно Канавезе, който привлича хиляди хора.